# ドップラー・レーダー

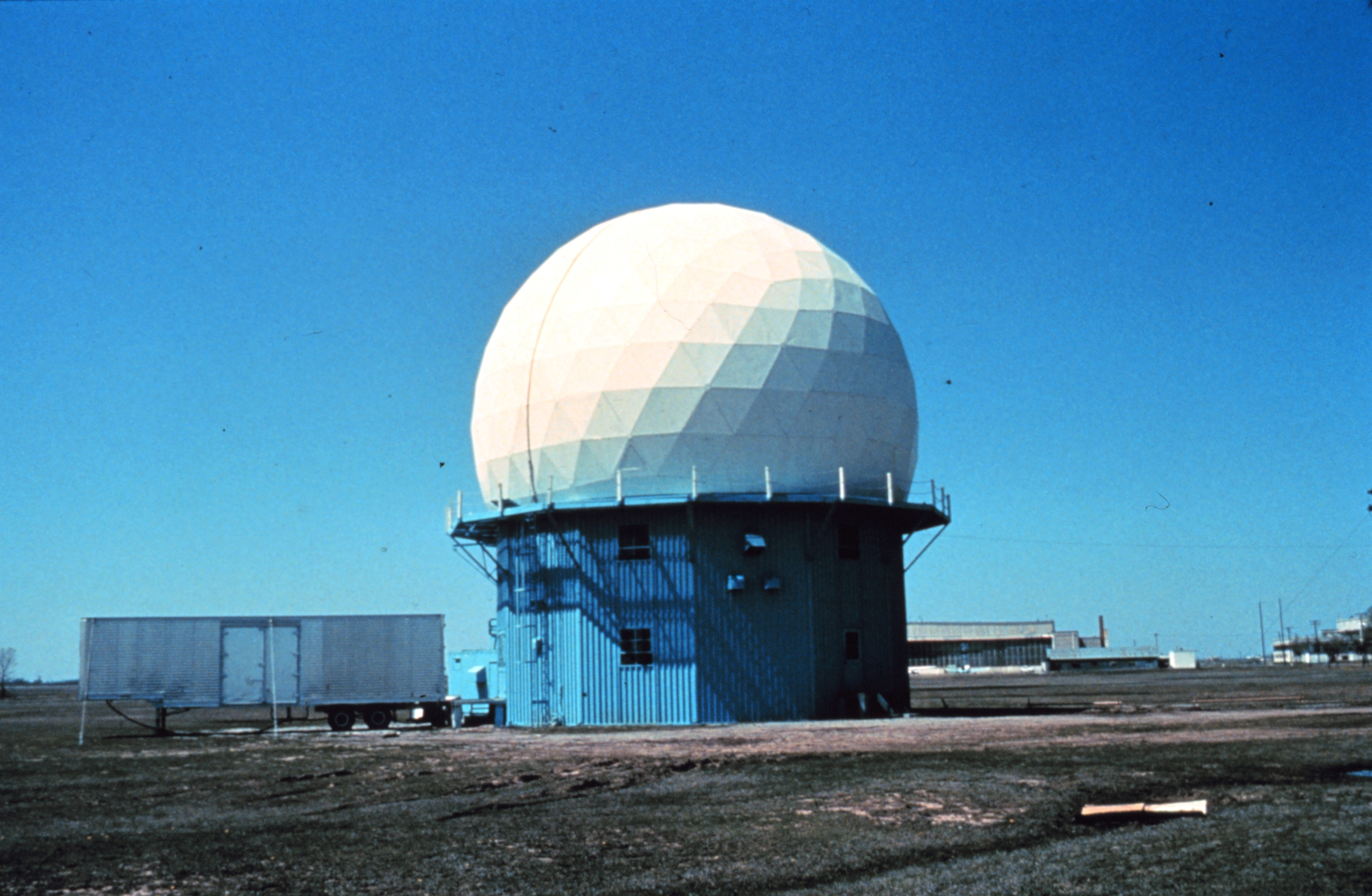
オクラホマ州ノーマンに立地する、ドップラー・レーダーを用いた測候所

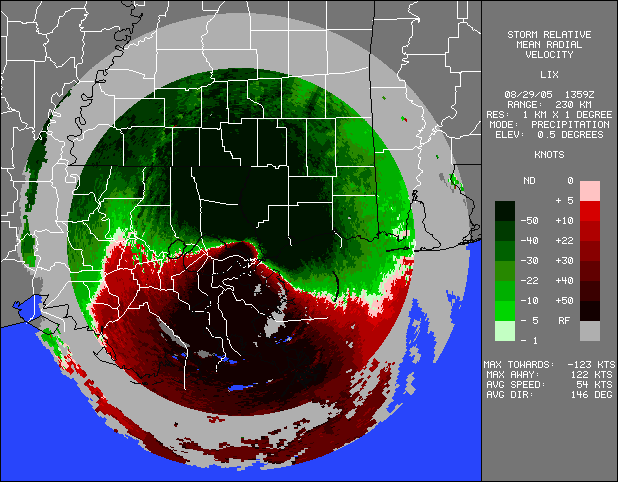
2005年8月29日、ハリケーン・カトリーナ上陸直前のドップラー・レーダーによる画像

ドップラー・レーダー（英語: Doppler radar）とは、ドップラー効果による周波数の変移を観測することで、観測対象の相対的な移動速度と変位を観測する事のできるレーダーである。

## 概要
観測対象がレーダーから遠ざかっている場合にはドップラー効果により反射波の波長が長くなる。逆に近づいている場合には反射波の波長が短くなる。この波長の変化を測定することで、観測対象がレーダーサイトに対してどの程度の速度で遠ざかっているのか、もしくは近づいているのかを知ることができる。検出できるのはあくまでも相対的な速度と変位量であり、絶対的な距離の測定には適さない。
ただ、1台のドップラー・レーダーでは一次元的な動きしか捉える事ができないため、実際は複数台のドップラー・レーダーを用いて同時に観測（デュアル・ドップラー・レーダー観測）を行う事が多い。2台以上のドップラー・レーダーの観測結果を解析する事で二次元的な動きを捉える事ができる）。
なお、レーダーサイトに対して等距離を保つように観測点を中心とする円周上を移動している場合はドップラー効果による周波数の変移が起こらないため、静止している場合と区別する事ができない。対策として光学センサーなどを併用する製品もある。
近年ではモノリシックマイクロ波集積回路（MMIC）により大幅な小型化に成功し、野球やゴルフの弾道解析（トラックマン、スタットキャスト）、自動車の衝突防止装置  や高齢者のベッドや浴室での拍動や呼吸による微少変位を検出する見守りセンサー など、民生分野での応用が行われている。

## 気象観測用レーダー
ドップラー・レーダーは、雲内部の降水粒子の移動速度を観測することで、雲内部の風の挙動を知ることができるため、気象観測に多く用いられる。特に空港においては、離着陸する航空機に対するダウンバースト（下降噴流）などの発生を把握するため、順次更新設置されている。アメリカ合衆国では竜巻対策として、気象機関・企業のみならず、かなりのテレビ局が自前のドップラー・レーダーを所有するなど、監視・警告システムが発達しており、日本でも近年の竜巻の多発を受けて、気象庁が2008年（平成20年）3月より全国11ヶ所に設置したドップラー・レーダーによる「竜巻注意情報」の提供を開始した。
ドップラー・レーダーによって得られる情報は風速の1次元量のみであるが、レーダーサイトを中心とした動径方向の風速の空間分布から観測領域内の2次元風速を求める代表的な手法としてVAD（Velocity Azimuth Display ）やVVP（Velocity Volume Processingがある。

## 航空機用レーダー
航空機搭載用のドップラー・レーダーは、上述の気象レーダーとしての他、対地速度を測定して航法に応用するためのものも多い。航空機において自機の速度を計測するにはピトー管が主に用いられるが、これは、対気速度（大気との相対速度）を計測するものである。目的地までの飛行ルートや時間の目安となるのは対地速度であり、これを測定する機器が必要となった。
また、航空機の場合は、観測対象の位置のみを計測するレーダーでは、その航空機より下方に位置する飛行物体については、地面との区別がつかず感知が不可能となる。加えて、地面からの膨大な反射波がレーダーの許容限度を超えるため、下方にレーダー波を照射する事自体が不可能になる。そこで、地面と航空機を区別し、地面からの反射波をレーダーの観測対象から除外し、自機よりも下方を探知する（ルックダウン能力）ため、パルス・ドップラーレーダーが搭載されるようになった。パルス・ドップラーレーダーは、特に戦闘機においては必須の装備となっている。現代の航空戦術においては、発見率を下げるために可能な限り低空で侵攻するのが常套手段とされており、低空で侵入した敵の機体を探知するためには、パルス・ドップラーレーダーが必要となっている。
哨戒機は海上の艦船を監視するため、大型のドップラーレーダーを装備することもある。

## 近接信管
攻撃対象に接近すると起爆する近接信管に使用される。

## パルス・ドップラー・レーダー
パルスレーダーのうち、ドップラー処理を行うものをパルスドップラーレーダーと称する。
これは処理装置と変調器のあいだにCW発生器を挟んで、各送信パルスをコヒーレントとしている。各送信パルスが同じ信号の継続であるために、位相に一貫性があり、受信機はエコーパルスをコヒーレントに検波できる。コヒーレント検波は感度において著しい利点を有するほか、ドップラ偏移の測定によって目標の相対速度も測定できる。これらの特性により、クラッタから移動目標を抽出する能力に優れている。しかし一方で、パルス繰り返し周波数(PRF)に相当する距離以上の目標距離は不確かであるため、連続波レーダーと同様に周波数変調を用いて測距を行うものや、複数の異なるPRFを用いて不確かさを排除する方式が用いられる。
さらに、SAMV (アルゴリズム)のような最近の圧縮センシング技術は、ドップラーレーダーの通常の分解能限界を超える超解像度を得るのに有効である。

## ドップラー・ライダー
マイクロ波の代わりにレーザーによるドップラーLIDARを用いる方法もある。これにより分解能が向上する。装置全体を小型化する事も可能で、軽飛行機に搭載可能な機種も開発されつつある。

## 超音波ドップラーレーダー
マイクロ波の代わりに超音波によるドップラー効果を用いる方法もある。医療機器や探傷等に使用される。

## マイクロ波ドップラーレーダー
マイクロ波によるドップラー効果を用いる方法もある。かつては大型で専門のオペレータが必要なであるなど利用に制限が多かったが、モノリシックマイクロ波集積回路の登場により急速に小型化した。
電磁波人命探査装置や見守りセンサーに利用されている。